# Касањол (Еро)
Касањол (фр. Cassagnoles) је насеље и општина у јужној Француској у региону Лангдок-Русијон, у департману Еро која припада префектури Безје.
По подацима из 2011. године у општини је живело 91 становника, а густина насељености је износила 3,71 становника/km². Општина се простире на површини од 24,54 km². Налази се на средњој надморској висини од 430 метара (максималној 1.005 m, а минималној 280 m).

## Демографија
| 1962. | 1968. | 1975. | 1982. | 1990. | 1999. | 2011. |
| ----- | ----- | ----- | ----- | ----- | ----- | ----- |
| 144   | 151   | 127   | 97    | 91    | 79    | 91    |

График промене броја становника у току последњих година